# Yamanashi (cidade)
Yamanashi (山梨市 Yamanashi-shi) é uma cidade japonesa localizada na província de Yamanashi.
Em 2003, a cidade tinha uma população estimada em 32 223 habitantes e uma densidade populacional de 606,72 h/km². Tem uma área total de 53,11 km².
Recebeu o estatuto de cidade a 1 de Julho de 1954.

## Cidades-irmãs
- Sioux City, EUA
- Xiaoshan, China